# 1521.
◄ | 15. stoljeće | 16. stoljeće | 17. stoljeće | ►
◄ | 1490-ih | 1500-ih | 1510-ih | 1520-ih | 1530-ih | 1540-ih | 1550-ih | ►
◄◄ | ◄ | 1518. | 1519. | 1520. | 1521. | 1522. | 1523. | 1524. | ► | ►►
Arhitektura • Astronomija • Glazba • Kazalište • Kiparstvo • Knjige • Književnost • Kršćanstvo • Medicina • Politika • Pravo • Promet • Slikarstvo • Znanost

## Događaji
- 3. siječnja — Papa Lav X. ekskomunicira Martina Luthera bulom Decet Romanum Pontificem
- 28. siječnja — sazvan je državni Sabor u Wormsu radi rasprave o Martinu Lutheru i protestantskoj reformaciji u Svetom Rimskom Carstvu
- 17. – 18. travnja — Karlo V. izdaje Wormski edikt kojim je protiv Luthera i njegovih sumišljenika izrečena kazna progona iz države (Reichsacht)
- 21. travnja — Ferdinand I. postane austrijskim nadvojvodom
- 13. kolovoza — Nakon višemjesečne opsade i razaranja koje su proveli španjolski konkvistadori pao Tenochtitlán, glavni grad carstva Asteka
- 29. kolovoza — Turci osvajaju današnji Beograd
- Ferdinand Magellan i njegova posada kao prvi europljani stižu do Guama u Marijanskim otocima i do Filipina
- Vasilije III., veliki knez Moskve anektira Rjazanj
- Gazi Husrev-beg postane namjesnik u Bosni
- Ivan Karlović postane banom Dalmacije, Hrvatske i Slavonije
- Luther počinje prevoditi Novi zavjet s grčkog na njemački jezik
- Bernardin Frankopan daje prevesti Bibliju na hrvatski jezik
- Objavljena Marulićeva Judita

## Rođenja
- Stjepan Konzul Istranin, istarski pisac i prevoditelj († 1568.)
- 8. svibnja — Petrus Canisius (Petar Kanizije), teolog i crkveni naučitelj († 1597.)
- 4. kolovoza — Urban VII., papa († 1590.)
- 13. prosinca — Siksto V., papa hrvatskog podrijetla († 1590.)

## Smrti
- 20. travnja — Zhengde, kineski car dinastije Ming (* 1491.)
- 27. travnja — Ferdinand Magellan, portugalski moreplovac i istraživač (* 1480.)
- 11. lipnja — Tamás Bakócz (Tomo Bakač Erdödy), mađarski kardinal, administrator zagrebačke biskupije (* 1442.)
- 21. lipnja — Leonardo Loredano, mletački dužd (* 1436.)
- 1. prosinca — Lav X., papa (* 1475.)
- 13. prosinca — Manuel I., kralj Portugala (* 1469.)
- Bernat de Corbera, predsjednik Katalonije
- Stephen Hawes, engleski pjesnik (* 1502.)